# Каролина Бурбон-Пармска
Каролина Мария Терезия Йозефина Бурбон-Пармска (на италиански: Carolina Maria Teresa Giuseppa di Borbone-Parma; * 22 ноември 1770, Парма; † 1 март 1804, Дрезден) от фамилията на Пармските Бурбони, е принцеса от Херцогство Парма и чрез женитба принцеса на Кралство Саксония, майка на двама саксонски крале.

## Живот
Тя е най-възрастната дъщеря на херцог Фердинанд I Пармски и съпругата му ерцхерцогиня Мария Амалия Австрийска, дъщеря на императрица Мария Терезия.
Каролина се омъжва на 22 април 1792 г. в Парма (per procurationem) или на 9 май 1792 г. в Дрезден (in persona) за принц Максимилиан Саксонски (1759 – 1838), от 1796 г. на второ място наследник на трона на Курфюрство Саксония и по-късното Кралство Саксония.
Принцеса Каролина умира през 1804 г. в Дрезден на 33 години и е погребана в гробницата на Ветините в католическата дворцова църква.

## Деца
Каролина и Максимилиан Саксонски имат седем деца:
- Амалия Саксонска (1794 – 1870), композиторка и писателка, неомъжена
- Мария Фердинанда (* 27 април 1796, Дрезден; † 3 януари 1865, дворец Брандайз, Бохемия), ∞ на 6 май 1821 г. за велик херцог Фердинанд III от Тоскана
- Фридрих II Август (1797 – 1854), крал на Саксония
- Клеменс (1798 – 1822)
- Мария Анна (1799 – 1832), ∞ на 16 ноември 1817 г. за велик херцог Леополд II от Тоскана (1797 – 1870)
- Йохан (1801 – 1873), крал на Саксония
- Мария-Йозефа (1803 – 1829), ∞ на 20 октомври 1819 г. за крал Фернандо VII от Испания.